# Cuthonellidae
Cuthonellidae zijn een familie van weekdieren uit de klasse van de Gastropoda (slakken).

## Geslacht
- Cuthonella Bergh, 1884